# براند-هورنرکیرخن
براند-هورنرکیرخن (به آلمانی: Brande-Hörnerkirchen) یک شهر در آلمان است که در پینبرگ واقع شده‌است. براند-هورنرکیرخن ۱٬۶۱۸ نفر جمعیت دارد.